# Die Welt, das Fleisch und der Teufel
Die Welt, das Fleisch und der Teufel (Originaltitel: The World, the Flesh and the Devil) ist ein US-amerikanischer postatomarer Endzeitfilm aus dem Jahr 1959.

## Handlung
Der afroamerikanische Grubeninspektor Ralph Burton wird bei einer Inspektion in einer Steinkohlemine in Pennsylvania in einem Stollen verschüttet. Er kann hören, wie Retter auf ihn zu graben, aber nach fünf Tagen werden sie langsamer und hören dann ganz auf, zusammen mit den Entwässerungspumpen, die verhindern, dass der Schacht überflutet wird. Ralph gräbt darauf verzweifelt einen eigenen Weg nach draußen, doch als er aus der Mine herauskommt, findet er eine Welt vor, in der es weder lebende noch tote Menschen gibt. Alte Zeitungen liefern die Erklärung: In einer heißt es: „UN startet Vergeltungsschlag für den Einsatz von Atomgift“, in einer anderen heißt es: „Millionen fliehen aus Städten! Ende der Welt“.
Als er in die Stadt geht, sieht er Plakate mit der Aufschrift: „Plünderer werden erschossen“ und „Zivilverteidigungs-Sammelpunkt“. An einem Sammelpunkt nimmt er sich einen Geigerzähler, der ausschlägt, sowie einen Revolver und Munition. Er schießt in der Stadt in die Luft und ruft lauthals, um auf sich aufmerksam zu machen, aber niemand meldet sich. In einem Autohaus schließt er einen Neuwagen kurz, fährt durch die menschenleere Ortschaft und tankt ihn auf, während er auf einer Straßenkarte eine Route nach New York City einzeichnet. Vor der George-Washington-Brücke und dem Lincoln Tunnel kommt er nicht weiter, da sie mit verlassenen Autos verstopft sind. Er nimmt am Hafen ein kleines Motorboot und überquert den Hudson River. New York City findet er ebenfalls verlassen vor. Auch dort sind seine wiederholten Versuche, laut auf sich aufmerksam zu machen, erfolglos.
Mit einem Handwagen voller Vorräte zieht er frustriert durch die Stadt. Er findet einen beleuchteten Radiosender vor, der der Zivilverteidigung diente, spielt Tonbänder ab und erfährt, dass ein unbekanntes Land große Mengen radioaktiver Natrium-Isotope in die Atmosphäre abgegeben hat. Die dabei entstandene tödliche Staubwolke breitete sich nach und nach über die ganze Welt aus und tötete über einen Zeitraum von fünf Tagen jeden Menschen, der damit in Kontakt kam, bevor die Isotope in einen harmlosen Zustand zerfielen. Es gab zunächst noch großangelegte Evakuierungsmaßnahmen, jedoch erreichte auch sie die tödliche Wolke. Auch der Regierungsstab des Weißen Hauses war betroffen. Es gab keinerlei erfolgreiche Abwehrmaßnahmen. Zudem fiel der Strom aus, da die Kraftwerke nicht mehr betrieben wurden.
Als er den Radiosender verlässt, wird er heimlich von einer weißen Überlebenden beobachtet. Er quartiert sich in einem Hotel ein und besorgt am nächsten Tag mit einem Pick-up-Wagen Vorräte, Schweißgerät, Einrichtungsgegenstände, Lichterketten und einen Stromgenerator. Er schließt den Generator an den Hotel-Schaltkasten an und beleuchtet es und seine Umgebung auffällig, so dass man ihn von weitem sehen kann. Gegen seine Einsamkeit besorgt er sich zwei Schaufensterpuppen. Als er der dauergrinsenden, männlichen Puppe überdrüssig wird, wirft er sie vom Balkon, was die junge Frau sieht und daraufhin schreit, weil sie denkt, Ralph hätte Selbstmord begangen. Er ruft ihr zu, sie solle nicht weglaufen. Als er unten ankommt und sie nicht sofort findet, denkt er, er hätte sie sich nur eingebildet, jedoch wartete sie an der Ecke auf ihn. Sie hat furchtbare Angst vor ihm, weil sie ihn verrückte Sachen machen sah. Sie sagt ihm, dass sie ihn wochenlang beobachtet hat, und er ihr, dass er einsam war und deshalb seltsam wurde. Er dachte, er wäre alleine auf der Welt. Auch ihr erging es lange so. Sie stellen sich gegenseitig vor. Ihr Name ist Sarah Crandall. Als der erste Alarm kam, begab sie sich mit zwei anderen Personen in eine „Dekompressionskammer“. Die anderen beiden gingen aber bereits am zweiten Tag wieder ins Freie und starben. Als Regen aufzieht, beschließt sie nach Hause zu gehen, was ganz in der Nähe liegt, und verspricht zurückzukommen.
Sie treffen sich weiterhin und es entwickelt sich ein freundschaftliches Verhältnis, aber die beiden bleiben in getrennten Wohnhäusern. Er schließt ihre Wohnung mit Verlängerungskabeln an seinen Generator an. Auch baut er zu ihr eine Telefonverbindung auf und sendet immer um 12 Uhr mittags über Radiofunk eine Nachricht, dass die beiden überlebt haben und in New York City leben. Als sie sich zum Essen bei ihm treffen, fragt sie Ralph, ob sie nicht in sein Haus einziehen dürfe. Dies würde zudem vieles vereinfachen, so müssten sie nur noch dieses Gebäude mit Strom betreiben und nicht immer hin und her, um sich zu sehen. Er lehnt dies jedoch ab und meint: „Die Leute könnten darüber reden“. Ralph wahrt Distanz, als klar wird, dass Sarah stärkere Gefühle für ihn entwickelt. Obwohl sie in einer postapokalyptischen Welt leben, bleiben bei ihm Spannungen bestehen, die durch die Sitten der Rassentrennung hervorgerufen wurden. Auch bei Sarah zeigen sich Einflüsse der Rassentrennung, als sie beiläufig den Ausdruck verwendet, sie sei „frei, weiß und 21“, um ihre Fähigkeit, Entscheidungen zu treffen, zu beschreiben. Im selben Gespräch beklagt Sarah aufgelöst, dass es niemanden mehr gibt, den sie heiraten könnte. Er bietet ihr an ihr zu helfen, andere Überlebende und einen passenden Mann zu finden und die Trauung vorzunehmen.
Als sie ihn bittet, ihre Haare zu schneiden, ist er sichtlich nervös, verkrampft, kämmt sie zu heftig und schneidet ihr zu viel ab. Als sie ihn darauf hinweist, bricht er genervt ab und will sich der Situation dadurch entziehen, dass er sich auf eines seiner Projekte stürzt. Sie sagt ihm, dass es bei ihm zu lange dauert, die neuen Gegebenheiten zu akzeptieren. Dass sie beide allein sind und gemeinsam weitermachen müssen. Er möchte jedoch nicht gedrängt werden, da die „Rassenunterschiede“ im Weg sind. Sie sagt, dass sie nicht so eingestellt sei, und er entgegnet ihr, dass ihre neuliche Bemerkung, sie sei „frei, weiß und 21“, ihn schwer getroffen habe. Sie sagt ihm, dass sie ihn für einen guten und anständigen Mann hält. Er ihr, dass sie sich ohne die Apokalypse niemals kennengelernt hätten. Es musste erst die Welt untergehen, damit sie bemerkt, dass nur weil er schwarz ist, nichts falsch an ihm sei. Er beruhigt sich, möchte die Sache auf sich beruhen lassen und nicht mehr darüber reden. Als sie ihm entgegnet, sie hätten nie über Liebe gesprochen, verlässt er schweigend den Raum.
Sie versucht ihn darauf drei Tage lang vergeblich telefonisch zu erreichen, jedoch fuhr er ohne ihr Bescheid zu sagen, den Hudson River hinauf, Richtung Albany, um nach anderen Überlebenden zu suchen. Sie machte sich große Sorgen, es wäre ihm etwas geschehen oder er würde nicht mehr zurückkommen. Die beiden vertragen sich wieder und er übergibt ihr ein Geburtstagsgeschenk: einen riesigen Diamantenring, eingewickelt in einem von ihm bedruckten Zeitungsblatt, auf dem ihre Geburtstagsfeier angekündigt wird. Ralph sendet weiterhin regelmäßig Radiosendungen in der Hoffnung, Kontakt zu anderen Überlebenden aufzunehmen, und erhält schließlich eine schwache Übertragung auf Französisch, die bestätigt, dass es noch weitere Überlebende gibt. Jedoch spricht der französische Funker tragischerweise kein Englisch und die Verbindung reißt ab. Er solle sich wieder melden und sein Funkgerät mit mehr Strom versorgen.
Für Sarahs Geburtstagsfeier hat Ralph sich herausgeputzt und in einem Klub groß aufgefahren. So spielt er den galanten Kellner, hat ihr eine Geburtstagstorte gebacken, ihr eine Schallplatte aufgenommen und ein edles Candlelight-Dinner arrangiert. Als sie gut gelaunt im Scherz sagt, sie möchte gerne den Sänger treffen, sagt Ralph, der die Lieder eingesungen hat und in der Rolle des Kellners bleibt, es wäre Ralph (als Schwarzen) nicht erlaubt, neben ihr als Gast zu sitzen, worauf ihre Stimmung kippt. Als er ihr die Torte präsentiert, fängt sie sich wieder und versucht die Party zu genießen. Als sie ihn fragt, ob sie mit ihm tanzen wolle, lehnt er ab. Die Stimmung kippt erneut und sie sagt, ob es denn nicht endlich anders zwischen ihnen beiden sei. Darauf verrät er ihr, ebenfalls als Geschenk, dass er Kontakt mit einem Überlebenden aufgenommen hat. Die beiden realisieren eher schwermütig, dass sie nicht mehr allein auf der Welt sind. Dass die „Zivilisation“ mit ihren Sitten wieder da ist. Da Ralph weiterhin distanziert reagiert, sagt sie ihm, dass auch sie ihren Stolz hat, und verlässt die Feier.
Eines Tages kommt der kranke, weiße Benson („Ben“) Thacker mit einem Motorboot an. Er hat ein halbes Jahr lang nach Überlebenden gesucht. Ralph und Sarah pflegen ihn wieder gesund, doch sobald er sich erholt hat, nimmt Ben Sarah ins Visier und sieht in Ralph einen Rivalen. Ralph wird von widersprüchlichen Gefühlen hin- und hergerissen. Er meidet Sarah so gut es geht, um Ben jede Gelegenheit zu geben, ihre Zuneigung zu gewinnen, kann sich aber nicht dazu durchringen, die Stadt zu verlassen. Beim Picknick verrät Ben Sarah, dass er bei der Katastrophe seine Frau und seine beiden Kinder verloren hat und sie nicht weit weg in Sutton Place lebten. Er fuhr wieder dorthin, fand seine Familie jedoch nicht vor. Ben wird der ganzen Situation überdrüssig und erkennt, dass er bei Sarah kaum eine Chance hat, solange Ralph in der Nähe bleibt. Die beiden Männer geraten aneinander, wobei Ralph aber von sich aus zusichert den beiden nicht im Weg stehen zu wollen. Als Sarah den Streit um sie mitbekommt, reagiert sie wütend und will nach Hause. Ralph schickt ihr Ben hinterher. Als sie erfährt, dass es Ralphs Idee war, küsst sie Ben, jedoch denkt sie wieder an Ralph, lässt von ihm ab und fährt nach Hause.
Ralph empfängt weiterhin Funksprüche von Überlebenden, jedoch immer noch mit einer schlechten Verbindung. Er vermutet die Quelle der Funksprüche in Europa oder Südamerika. Dabei wird er von Sarah besucht, die ihm vorwirft sich beinahe zwei Wochen lang absichtlich rar gemacht zu haben. Dieser gibt sich fadenscheinig beschäftigt, was sie durchschaut. Ob er sie ewig so meiden würde, solange sie dort leben. Er sagt ihr, dass es nichts zu sagen gibt, und gesteht ihr seine Liebe, bleibt jedoch weiterhin distanziert. Ben wolle mit ihr zusammenziehen, sie für sich haben, sie müsse darüber nachdenken. Was wäre dann? Er entgegnet ihr nur kühl, dass er dies erwartet habe und die Welt sich weiterdrehe. Ralph fühlt sich wieder von ihr gedrängt, zu ihrer Liebe zu stehen, und wird wütend. Er kann nicht damit leben, mit dem was in seinem Kopf vorgeht. Auch für sie wäre die Situation nicht einfach. Er sagt ihr, dass sie und Ben eine gute Partie sind. Er wäre ein guter Mann für sie. Ralph würde nur ihr Bestes wollen. Sie sagt ihm, dass auch sie früher oder später gefragt werden wird, was sie will und geht.
Ben zieht bei Sarah ein. Er wird jedoch immer ungeduldiger mit ihr und wird zudringlich. Sie vertröstet ihn mit der Bitte um Geduld, da sie sich noch nicht zwischen ihnen beiden entscheiden könne. Ben will ihr die Entscheidung abnehmen und begibt sich zu Ralph. Er solle nach Chicago oder San Francisco verschwinden, es gelingt ihm jedoch nicht, ihn einzuschüchtern. Ben warnt Ralph, dass er versuchen wird, ihn zu töten, wenn er ihn das nächste Mal sieht, und übergibt ihm einen geladenen Revolver. Auch Ralph versichert ihn zu töten, wenn es sein muss. Die beiden Männer bewaffnen sich mit Gewehren und jagen sich gegenseitig durch die leeren Straßen. Schließlich kommt Ralph am Hauptquartier der Vereinten Nationen vorbei, steigt die Stufen im Ralph Bunche Park hinauf und liest die Inschrift: „Sie sollen ihre Schwerter zu Pflugscharen umarbeiten. Und ihre Speere zu Winzermessern. Nation soll nicht gegen Nation das Schwert erheben. Sie sollen es auch nicht tun.“ „Lerne den Krieg nicht mehr“, aus dem Buch Jesaja. Er wirft sein Gewehr weg und stellt sich unbewaffnet Ben entgegen, der wiederum nicht in der Lage ist, seinen Feind zu erschießen. Besiegt macht Ben sich auf den Weg. Sarah erscheint. Als Ralph beginnt, sich von ihr abzuwenden, zwingt sie ihn, ihre Hand zu nehmen; dann ruft sie Ben und gibt ihm die andere Hand. Zusammen gehen die drei die Straße entlang, um gemeinsam eine neue Zukunft aufzubauen. Der Film endet nicht mit „The End“, sondern mit „The Beginning“.

## Wissenswertes
- Die Idee des Filmes basiert lose auf dem Roman Die purpurne Wolke (The Purple Cloud) von Matthew Phipps Shiel aus dem Jahr 1901 und der Geschichte End of the World von Ferdinand Reyher.
- Die Welt, das Fleisch und der Teufel diente unter anderem dem neuseeländischen Endzeitfilm Quiet Earth – Das letzte Experiment aus dem Jahr 1985 als Vorlage und weist viele Parallelen auf. Quiet Earth wird auch als inoffizielle Neuverfilmung bezeichnet.
- Harry Belafonte war zu der Zeit der Dreharbeiten auf dem schauspielerischen Höhepunkt seiner Karriere.

## Kritiken
Das Lexikon des internationalen Films urteilte, auf Grund der „vorzüglichen Bildgestaltung und der guten Darsteller“ entstünde „der Eindruck eines packenden Spuks“.